# Victoria Fleer
Victoria Fleer (* 1979 in Lübbecke, Nordrhein-Westfalen) ist eine deutsche Schauspielerin, Sängerin und Musicaldarstellerin.

## Leben

### Ausbildung und Theater
Victoria Fleer absolvierte von 1999 bis 2002 ihre Schauspielausbildung (mit Schwerpunkt Schauspiel und Gesang) an Stage School Of Music, Dance and Drama in Hamburg.
Erste Engagements hatte sie in den Jahren 2002 bis 2004 am Altonaer Theater. Am Altonaer Theater spielte sie im August 2003 in der Uraufführung des Musicals Sing! Sing! Sing! Die Andrews Sisters die Maxene Andrews. Anschließend spielte sie die Rolle der Maxene Andrews von 2003 bis 2006 in Hamburg, Berlin (Theater am Kurfürstendamm) und Oldenburg. 2004 war sie am Altonaer Theater die Eve in Der zerbrochne Krug; im selben Jahr gastierte sie außerdem an der Komödie Winterhuder Fährhaus. In den folgenden Jahren trat sie immer wieder in verschiedenen Inszenierungen am Altonaer Theater auf.
2008 gastierte sie am Staatstheater Hannover und im Deutschen Theater München als Frl. Kost in dem Musical Cabaret. 2009 trat sie bei den Schlossfestspielen Mondsee als Beatrice in der Shakespeare-Komödie Viel Lärm um Nichts auf; hier waren u. a. Alexander Becht (John), Martina Ebm (Hero), Andy Konrad (Benedikt) und Johannes Hendrik Langer (Claudio) ihre Partner.
Es folgten weitere Engagements u. a. am Schauspielhaus Hamburg (2010), bei den Ruhrfestspielen Recklinghausen (erstmals 2011; als Chava im Musical Anatevka), am Dehnberger Hoftheater (2011–2012) und am Schauspielhaus Kiel (Spielzeit 2011/12), später auch am Berliner Ensemble (2016).
Seit 2011 tritt Fleer regelmäßig am St. Pauli Theater in Hamburg auf. Sie spielte dort u. a. die Chava in Anatevka (2011–2014), dann 2015 die junge Pflegerin Laura in dem Theaterstück Der Vater von Florian Zeller (an der Seite von Volker Lechtenbrink), die Miss Forsythe in Tod eines Handlungsreisenden (2016, Regie: Wilfried Minks) und 2017 die junge Gisa Häuptlein in einer Bühnenfassung des UFA-Klassikers Große Freiheit Nr. 7.

### Film und Fernsehen
Fleer wirkte in einigen Kurzfilmen mit. Im Fernsehen war sie in verschiedenen TV-Serien zu sehen.  Eine wiederkehrende Serienrolle hatte sie in der Serie Die Pfefferkörner (2014), wo sie 2014 die Werkstattmitinhaberin Sonja Cengiz spielte. In der ARD-Fernsehreihe Nord bei Nordwest hatte sie 2014 bis 2022 mehrere Auftritte als Dorfbewohnerin Bine Pufal, die Frau des örtlichen Taxiunternehmers, die eine Gaststätte mit Pension führt.
Im Bremer Tatort: Zurück ins Licht (Erstausstrahlung: Oktober 2017) spielte sie Judith Bergener, die Ehefrau des Mordopfers, die sich den besten Freund ihres toten Mannes als Liebhaber ins Bett holt.
Sie hatte außerdem Episodenrollen u. a. in den Serien Die Rosenheim-Cops (2010), Der Kriminalist (2013; als Schuhverkäuferin Katja, die sich per Online-Dating mit Männern verabredet, an der Seite von Christian Berkel), Hubert und Staller (2015; als Sekretärin Lisa Moll) und Heldt (2018; als psychopathische Blumenhändlerin Nele Weiss, die ihren Ehemann nicht an andere Frauen verlieren will, mit Lars Pape als Partner).
In der ZDF-Fernsehreihe Katie Fforde war sie im Januar 2019 an der Seite von Nadja Bobyleva als beste Freundin der weiblichen Hauptfigur zu sehen. In der 8. Staffel der ARD-Fernsehserie Familie Dr. Kleist (2019) hatte Fleer eine der Episodenhauptrollen als Mutter eines zehnjährigen Jungen, der seit Jahren unter schweren Fieberanfällen leidet.

### Sängerin
Neben ihren Musicalrollen ist Victoria Fleer als Backgroundsängerin in der Hamburger Band „Soularia“ aktiv. Außerdem ist sie Mitglied des Hamburger Swing-Ensembles „Die Zimtschnecken“.

## Filmografie
- 2009: Friends will be friends (Kurzfilm)
- 2010: Ein anderes Thema (Kurzfilm)
- 2010: Die Rosenheim-Cops (Fernsehserie, Folge Ruhe in Frieden)
- 2013: Der Kriminalist (Fernsehserie, Folge Nacht am See)
- 2014: Weißblaue Geschichten (Fernsehserie, Folge  Liebe geht durch den Magen/Kleider machen Leute)
- 2014: Die Pfefferkörner (Fernsehserie, 8 Folgen)
- seit 2014: Nord bei Nordwest (Fernsehreihe) → siehe Besetzung
- 2015: Vier kriegen ein Kind
- 2015: Hubert und Staller (Fernsehserie, Folge Ein schmutziges Geschäft)
- 2016: Neid ist auch keine Lösung
- 2017: Bad Cop – kriminell gut (Fernsehserie, 7 Folgen)
- 2017: Tatort: Zurück ins Licht (Fernsehreihe)
- 2018: Heldt (Fernsehserie, Folge Allein in Bochum)
- 2018: Safari – Match Me If You Can (Kinofilm)
- 2018: SOKO Wismar (Fernsehserie, Folge Clara allein zu Haus)
- 2019: Katie Fforde: Wachgeküsst (Fernsehreihe)
- 2019: Familie Dr. Kleist (Fernsehserie, Folge Schweigen ist Blech)
- 2020, 2023: Notruf Hafenkante (Fernsehserie, verschiedene Rolle, 2 Folgen)
- 2020: Das Geheimnis des Totenwaldes
- 2021: Morden im Norden (Fernsehserie, Folge Alte Heimat)
- 2022: Der Alte (Fernsehserie, Folge Alte Freunde)
- 2022: Schule am Meer – Frischer Wind
- 2022: SOKO Stuttgart (Fernsehserie, Folge Das Pfandhaus)
- 2023: Schule am Meer – Familienbande
- 2024: SOKO Hamburg (Fernsehserie, Folge Offene Rechnungen)
- 2024: Stille Nacht, raue Nacht (Fernsehfilm)